# شبه جسيم

في الفيزياء أشباه الجسيمات (بالإنجليزية: Quasiparticles)‏ والإثارات المجمعة (بالإنجليزية: collective excitations)‏ (والتي هي مرتبطة بشكل وثيق)، هي ظاهرة تحدث عندما يسلك نظام مجهري معقد مثل الصلب، سلوكا كأنه يحتوي على جسيمات مختلفة ذات تفاعل ضعيف في خلاء. على سبيل المثال، مثل إلكترون يسافر عبر شبه موصل، تكون حركته موزعة في مسار معقد عن طريق تفاعلاته مع جميع إلكترونات وأنوية الذرات الأخرى؛ إلى أن سلوكه يكون مشابه تقريباً لسلوك إلكترون بكتلة مختلفة يسافر بثبات في خلاء. هذا «الإلكترون» ذو الكتلة المختلفة يسمى «إلكترون شبه جسيم».[1] في مثال آخر، الحركة الإجمالية للإلكترونات في نطاق التكافؤ لشبه الموصل تكون مماثلة إذا كان شبه الموصل يحتوي على أشباه جسيمات مشحونة سلبياً تسمى ثقب إلكترون Electron hole (الثقوب) . أشباه الجسيمات أو الإثارات المجمعة الأخرى تشمل الفونونات (جزئيات مشتقة من اهتزازات الذرات في المادة الصلبة)، الپلازمون (جزئيات مشتقة من تذبذبات الپلازما) وأخرى كثيرة.
هذه الجسيمات عادة ما يطلق عليها اسم أشباه الجسيمات إذا كانت مرتبطة بالفرميونات، ويطلق عليها اسم الإثارات المجمعة إذا كانت مرتبطة بالبوزونات، بالرغم أن التمييز الدقيق ما بينها ليس محل إتفاق، وهكذا فإن الإلكترونات وثقب إلكترون في العادة يطلق عليها اسم أشباه الجسيمات، بينما الفونونات والبلازمونات يطلق عليها عادة اسم الإثارة المجمعة.
إن مفهوم أشباه الجسيمات أكثر أهمية في فيزياء المواد المكثفة، حيث يعتبر واحداً من الطرق القليلة المعروفة لتبسيط مشكلة الجسم المتعدد في مكانيكا الكم.

## مقدمة عامة
المادة الصلبة مصنوعة من ثلاثة أنواع فقط من الجسيمات: الإلكترونات والبروتونات والنيوترونات أشباه الجسيمات ليست واحدة من هذه الجسيمات، وبدلا من ذلك، فهي الظاهرة الطارئة التي تحدث داخل المواد الصلبة. لذلك، في حين أنه من الممكن جدا أن يكون جسيم واحد (الإلكترون أو البروتون أو النيوترون) العائمة في الفضاء، يمكن أن يوجد شبه الجسيم بدلا من ذلك داخل المواد الصلبة.
الحركة في المواد الصلبة معقدة للغاية: يتم دفع وسحب كل إلكترون وبروتون (بواسطة قانون كولوم) من قبل جميع الإلكترونات والبروتونات الأخرى في صلب (والتي قد تكون نفسها في الحركة). وهذه التفاعلات القوية تجعل من الصعب جدا التنبؤ وفهم سلوك المواد الصلبة، ومن ناحية أخرى، فإن حركة الجسيمات غير المتفاعلة بسيطة جدا: ففي الميكانيكا الكلاسيكية يتحرك في خط مستقيم أو وفقا لجيوديسي، وهنا تكمن أهمية أشباه الجسيمات، إن الحركة المعقدة للجسيمات في المواد الصلبة يمكن تحويلها عن طريق المعادلات إلى حركة أبسط لأشباه الجسيمات المتخيلة والتي تميل للتصرف كأنها جسيمات غير متفاعلة.

### أِشباه الجسيمات: الحركة المعقدة من الجسيمات الفعلية في الجسيمات الصلبة.
باختصار أشباه الجسميات هي أداة رياضية لتبسيط وصف المواد الصلبة. فهي ليست جسيمات "حقيقية" داخل المادة الصلبة. وبدلا من ذلك، يقول "شبه جسيم موجود" أو "شبه جسيم يتحرك" هو الاختزال لقوله "عدد كبير من الإلكترونات والنوى تتحرك بطريقة منسقة محددة.

## التاريخ
نشأت فكرة اشباه الجسيمات في نظرية ليف لانداو لسائل فيرمي، التي اخترعت أصلا لدراسة الهيليوم-3 السائل. بالنسبة لهذه النظم يوجد تشابه قوي بين مفهوم شبه الجسيم ومفهوم الجسيمات في نظرية مجال الكم. يتم تعريف ديناميكا نظرية لانداو بمعادلة حركية لنوع الحقل المتوسط. معادلة مماثلة (معادلة فلاسوف)، وهي صالحة للبلازما في ما يسمى تقريب البلازما والتي فيها تتحرك الجسيمات المشحونة في المجال الكهرومغناطيسي الذي تولده جميع الجسيمات الأخرى بشكل جماعي، وتتجاهل التصادمات الصلبة بين الجسيمات المشحونة. وعندما تكون المعادلة الحركية لنوع الحقل المتوسط وصفا أوليا صالحا للنظام، تحدد التصويبات من الدرجة الثانية إنتاج الإنتروبيا، وتتخذ عموما شكل مصطلح اصطدام من نوع بولتزمان، والذي يظهر فيه فقط التصادمات البعيدة فقطبين الجسيمات المفترضة. وبعبارة أخرى، فإن كل معادلة حركية لنوع الحقل المتوسط، وكل نظريات الحقل المتوسط، ينطوي على مفهوم شبه الجسيم.

## قائمة أشباه الجسيمات

### امثلة علي أشباه الجسيمات
- ثقب إلكترون
- فونون
- روتون
- فوتون
- بلازمون
- بولارون
- إكسيتون
- بلازماريتون

### أمثلة أكثر تخصصاً
- سبينون